# 今神温泉
今神温泉（いまがみおんせん）は、山形県最上郡戸沢村（旧国出羽国、明治以降は羽前国）にある温泉。念仏温泉の異名を持つ。
今熊野神社と密接な関係があり、かつては今熊野神社にまつわる霊場の一つであった。

## 泉質
- 含食塩芒硝重曹泉

## 温泉街
今熊山麓の原生林の中に、長倉川の渓流を眼下に見下ろすように、一軒宿の今神温泉が存在する。湯治のみを目的とした温泉であり、そのため日帰り入浴はおろか1泊、2泊での宿泊も断っている。浴場の祭壇には阿弥陀如来、薬師瑠璃光如来、観世音菩薩の三尊が祀られているが、これはその昔、熊を射ちに入った狩人が谷底から立ちあがる湯の中に三尊の姿を見たことに由来するという。浴客は必ず白装束の湯着を着用し、「南無阿弥陀仏」の念仏を唱えながら入浴するのがしきたりとなっている。念仏温泉の異名もこれに由来する。
電気なども引かれておらず、夏季のみの営業である。
古来より万病に効き、難病に格別の効果があるとされる。かつてのハンセン病患者など、当時の医療で「不治の病」と診断され、医師に見放された病人が、神仏のご加護で病が治ると信じ、最後の希望を持って湯治にやってくる「霊場」のような場所であった。現在も、現在の医療水準では治療法が見つかっていない病に冒された、多くの難病患者がやってくるという。
温泉の一角には、御石(今神石)という大きな石が安置されている。
温泉の近くには「御池」という池があり、その湖面の美しさは格別である。

## 歴史
発見は神亀元年3月8日とされる。

## アクセス
- 鉄道 : 陸羽西線古口駅よりタクシーで約40分。未舗装の林道を10kmほど走った先にある。

## その他
つげ義春原作の映画『ゲンセンカン主人』の中で、幟が立ち並びロウソクの立てられた祭壇のあるほの暗い混浴の浴室で佐野史郎演じる主人公が「ゲンセンカン」のおかみさんを強姦しようとするシーンがあるが、その浴室は今神温泉をイメージしたものといわれる。原作者のつげ義春は1969年8月に『アサヒグラフ』の取材でこの温泉を訪れており、著書である随筆『つげ義春とぼく』の中に当時の様子を詳しく記している。